# SIGCONT
SIGCONT — сигнал на POSIX-сумісних платформах, який надсилається процесу, щоб продовжити виконання раніше зупиненого процесу. Символьна змінна SIGCONT оголошена у заголовному файлі signal.h. Символьні імена для процесів використовуються через те, що їхні номери залежать від конкретної платформи.

## Етимологія
SIG є загальноприйнятий префіксом для назв сигналів. CONT в точності означає продовження (англ. continue).

## Використання
Після того, як процес отримує сигнал SIGSTOP, SIGTTIN або SIGTTOU звичайною поведінкою для нього є перехід у стан "паузи". Процес продовжує своє виконання лише після того, як отримає сигнал SIGCONT. SIGSTOP та SIGCONT використовуються для управління завданнями в командних інтерпретаторах.